# Natividad de Rojas
Natividad de Rojas y Ortiz de Zárate (Antequera, s. XIX - ¿?) fue una dramaturga, poetisa y compositora española. Destacó por ser la primera mujer en España en estrenar una zarzuela, género en el que no solo escribió el libreto, sino que también compuso la música.

## Trayectoria
Recibió una formación poco habitual para las mujeres de su época, lo que le permitió desarrollar una carrera literaria y musical centrada en el teatro, especialmente en el género de la zarzuela. El 24 de enero de 1865, estrenó en el Teatro del Circo de Madrid Una apuesta en la velada de San Juan, una zarzuela cuya letra y música compuso íntegramente, convirtiéndose así en la primera mujer en España en lograr este hito.
También se le atribuye la zarzuela Las mujeres del siglo, de 1867, aunque no se conservan ejemplares de esta obra. Además de su labor teatral, participó activamente en tertulias culturales y colaboró con artículos y ensayos en revistas como La Ilustración de la Mujer, El Correo de la Moda y Flores y Perlas. Su presencia en el panorama literario y musical del siglo XIX fue reconocida por sus contemporáneos.  

## Obra

### Zarzuelas
La noche del 24 de enero de 1865 en el Teatro del Circo de Madrid se estrenó con gran éxito Una apuesta en la velada de San Juan, convirtiéndose así en la primera zarzuela compuesta y estrenada por una mujer en España. Se trata de una zarzuela en un acto y en verso, cuya letra y música originales son atribuidas a Natividad de Rojas y que fue publicada por la imprenta de José Rodríguez ese mismo año. La edición consta de 34 páginas. 
Dos años más tarde, en 1867, se estrenó Las mujeres del siglo, zarzuela en dos actos y en verso, publicada en Madrid también por la imprenta de José Rodríguez. Aunque en los registros bibliográficos la autoría principal aparece a nombre de Leopoldo Bremón, existen fuentes teatrales que atribuyen la obra a Natividad de Rojas, sugiriendo que pudo haber colaborado en el libreto, en la música o en algún otro aspecto creativo. Sin embargo, la información disponible no permite confirmar de manera definitiva su autoría principal.

### Prosa
Además de las zarzuelas, cultivó el ensayo y la prosa en varias de las revistas literarias y femeninas más influyentes del siglo XIX en España. En La Ilustración de la Mujer, participó con textos que reflejan su compromiso con la educación y la cultura femenina, aunque los títulos concretos de sus colaboraciones no siempre se conservan en los registros actuales. En El Correo de la Moda, publicó el ensayo titulado “Juicios crítico-morales dedicados a mi querida amiga la ilustrada escritora señora doña Faustina Sáez de Melgar”, donde abordó temas de ética y moralidad, así como el reconocimiento a otras mujeres escritoras de su tiempo.
Por su parte, en la revista Flores y Perlas difundió varios escritos de carácter reflexivo y social, entre los que destacan “La caridad” (1883), donde analiza el valor de la compasión y la solidaridad en la sociedad, y “La culpa es de ellos” (1884), un texto que examina críticamente los roles y responsabilidades de género. Además, en “Estudios crítico-morales. Niño, hombre, marido, padre” (1884), profundiza en la educación moral y los distintos papeles del varón en la familia y la sociedad, mostrando una perspectiva avanzada para su época. Estos trabajos en prosa consolidaron su presencia en el panorama literario y periodístico, y evidencian su interés por la reflexión social y la defensa de la mujer en el ámbito cultural.